# Vad varje svensk bör veta
Vad varje svensk bör veta är ett kortfattat svenskt lexikon, först utgivet 1991, efter en amerikansk förlaga The Dictionary of Cultural Literacy utgivet 1988.
Lexikonet är tänkt att fungera som en sammanfattning av det som ingår i allmänbildningen, och innehåller 21 kapitel med olika teman. Enligt Bokrecension.se har boken sålts i 272 000 exemplar (2005), ISBN 91-0-010680-1.
De 18 kapitlen i 1991 års upplaga omfattade: Historia, Politik, Geografi, både från svensk och internationell horisont; Ekonomi, Konst och musik, Litteratur, Religion och filosofi, Mytologi, Bibeln, Antropologi och sociologi och psykologi, Medicin, Biologi, Jorden, Fysik och kemi och matematik, samt Teknik.
De 21 kapitlen i 2005 års upplaga omfattade:  Världshistoria, Svensk historia, Världspolitik, Svensk politik, Ekonomi, Världsgeografi, Svensk geografi, Konst och arkitektur, Musik, Teater och film, Litteratur, Religion och filosofi, Mytologi, Bibeln, Antropologi, sociologi och psykologi, Medicin, Biologi, Jorden, Fysik, kemi och matematik, Teknik och Sport. 
Som författare fram till 2004 står amerikanen E. D. Hirsch som är en av förkämparna för införandet av "kulturell allmänbildning" (eng. "Cultural Literacy") som bas i den amerikanska skolplanen.
I mitten av 1990-talet gavs ett exemplar av boken i tröstpris till de Jeopardy!-deltagare som inte gick till final. 